# Équipe de Belgique de football en 2013
Maillots
Chronologie
Saison précédente Saison suivante
L'équipe de Belgique de football dispute en 2013 la deuxième partie des éliminatoires de la Coupe du monde.

## Objectifs
Le seul objectif pour la Belgique en cette année 2013 est de se qualifier pour la Coupe du monde au Brésil.

## Résumé de la saison
Le 13 mai 2012, Leekens annonce qu'il quitte son poste pour le Club de Bruges qui double son salaire. Marc Wilmots assure l'intérim avant d'être confirmé comme sélectionneur en vue de la Coupe du monde 2014 au Brésil. Le changement d'entraîneur coïncide avec des résultats en progression et provoque un engouement parmi les supporters, qui remplissent le Stade Roi Baudouin à chaque rencontre. Les éliminatoires de la Coupe du monde 2014 sont une réussite pour la Belgique, qui termine en tête de son groupe. La qualification est assurée le 11 octobre 2013 grâce à une victoire (1-2) en Croatie, son dauphin. Ces bonnes prestations permettent à la Belgique de remonter au classement FIFA : cinquième place à la sortie des éliminatoires, la position la plus haute qu'elle ait alors jamais atteinte, l'équipe nationale est tête de série lors du tirage au sort des groupes de la phase finale de l'épreuve.

## Bilan de l'année
L'objectif est atteint, la qualification est assurée le 11 octobre grâce à une victoire (1-2) en Croatie. Les éliminatoires de la Coupe du monde 2014 sont une réussite pour les Belges qui terminent en tête de leur groupe et sont têtes de série lors du tirage au sort des groupes de la phase finale de l'épreuve qui a lieu le 6 décembre à 13 h (heure locale) à Costa do Sauípe près de Salvador de Bahia. Les Diables Rouges sont versés dans un groupe H qui, pour la Belgique et la Russie, toutes deux de retour en Coupe du monde après une absence de douze ans, rappelle leur même groupe de l'édition 2002 (la Corée du Sud et l'Algérie remplaçant leurs voisins géographiques, respectivement le Japon et la Tunisie).
Les excellents résultats en phase de qualifications pour la Coupe du monde positionnent la Belgique à la porte du top 10 du classement mondial de la FIFA.

### Coupe du monde 2014

#### Éliminatoires (zone Europe, Groupe A)
| Rang | Équipe            | Pts | J  | G | N | P | Bp | Bc | Diff |  | Résultats (▼ dom., ► ext.) |     |     |     |     |     |     |
| ---- | ----------------- | --- | -- | - | - | - | -- | -- | ---- |  | -------------------------- | --- | --- | --- | --- | --- | --- |
| 1    | Belgique          | 26  | 10 | 8 | 2 | 0 | 18 | 4  | +14  |  | Belgique                   |     | 1-1 | 2-1 | 2-0 | 1-1 | 1-0 |
| 2    | Croatie           | 17  | 10 | 5 | 2 | 3 | 12 | 9  | +3   |  | Croatie                    | 1-2 |     | 2-0 | 0-1 | 2-0 | 1-0 |
| 3    | Serbie            | 14  | 10 | 4 | 2 | 4 | 18 | 11 | +7   |  | Serbie                     | 0-3 | 1-1 |     | 2-0 | 6-1 | 5-1 |
| 4    | Écosse            | 11  | 10 | 3 | 2 | 5 | 8  | 12 | -4   |  | Écosse                     | 0-2 | 2-0 | 0-0 |     | 1-2 | 1-1 |
| 5    | Pays de Galles    | 10  | 10 | 3 | 1 | 6 | 9  | 20 | -11  |  | Pays de Galles             | 0-2 | 1-2 | 0-3 | 2-1 |     | 1-0 |
| 6    | Macédoine du Nord | 7   | 10 | 2 | 1 | 7 | 7  | 16 | -9   |  | Macédoine du Nord          | 0-2 | 1-2 | 1-0 | 1-2 | 2-1 |     |

- Sélection directement qualifiée pour la Coupe du monde 2014
- Sélection barragiste

### Classement mondial FIFA
| Classement | Équipe     | Score total (déc. 2013) | Points précédents (déc. 2012) | Évolution | Position        |
| ---------- | ---------- | ----------------------- | ----------------------------- | --------- | --------------- |
| 9          | Pays-Bas   | 1 106                   | 1 124                         | -18       | en diminution   |
| 10         | Brésil     | 1 102                   | 946                           | +156      | en augmentation |
| 11         | Belgique   | 1 098                   | 868                           | +230      | en augmentation |
| 12         | Grèce      | 1 055                   | 1 033                         | +22       | en diminution   |
| 13         | Angleterre | 1 041                   | 1 151                         | -110      | en diminution   |

Source : FIFA.

## Les matchs
| Match amical                                                    | Belgique                        | 2 - 1   | Slovaquie      | Stade Jan-Breydel Bruges, Belgique               |                                                  |
| 6 février 2013 · 20:45 heure locale · Historique des rencontres | Hazard 10e (pen.) · Mertens 90e | (1 – 0) | Lásik (en) 88e | Spectateurs : 20 000 Arbitrage : Alon Yefet (en) | Spectateurs : 20 000 Arbitrage : Alon Yefet (en) |
| 6 février 2013 · 20:45 heure locale · Historique des rencontres | Rapport (RBFA) Rapport          |         |                | Spectateurs : 20 000 Arbitrage : Alon Yefet (en) | Spectateurs : 20 000 Arbitrage : Alon Yefet (en) |

| Coupe du monde 2014 Éliminatoires - Groupe A                  | ARY de Macédoine              | 0 - 2   | Belgique                          | Stade national Philip II Skopje, ARY de Macédoine |                                                |
| 22 mars 2013 · 20:45 heure locale · Historique des rencontres |                               | (0 – 1) | De Bruyne 26e · Hazard 62e (pen.) | Spectateurs : 15 947 Arbitrage : Deniz Aytekin    | Spectateurs : 15 947 Arbitrage : Deniz Aytekin |
| 22 mars 2013 · 20:45 heure locale · Historique des rencontres | Rapport (FIFA) Rapport (RBFA) |         |                                   | Spectateurs : 15 947 Arbitrage : Deniz Aytekin    | Spectateurs : 15 947 Arbitrage : Deniz Aytekin |

| Coupe du monde 2014 Éliminatoires - Groupe A                  | Belgique                      | 1 - 0   | ARY de Macédoine | Stade Roi Baudouin Laeken, Belgique                   |                                                       |
| 26 mars 2013 · 20:45 heure locale · Historique des rencontres | Hazard 62e                    | (0 – 0) |                  | Spectateurs : 44 230 Arbitrage : Olegário Benquerença | Spectateurs : 44 230 Arbitrage : Olegário Benquerença |
| 26 mars 2013 · 20:45 heure locale · Historique des rencontres | Rapport (FIFA) Rapport (RBFA) |         |                  | Spectateurs : 44 230 Arbitrage : Olegário Benquerença | Spectateurs : 44 230 Arbitrage : Olegário Benquerença |

| Match amical                                                 | États-Unis                       | 2 - 4   | Belgique                                     | FirstEnergy Stadium Cleveland, États-Unis      |                                                |
| 29 mai 2013 · 20:00 heure locale · Historique des rencontres | Cameron 23e · Dempsey 80e (pen.) | (1 – 1) | Mirallas 6e · Benteke 56e 71e · Fellaini 65e | Spectateurs : 27 720 Arbitrage : Jeffrey Solis | Spectateurs : 27 720 Arbitrage : Jeffrey Solis |
| 29 mai 2013 · 20:00 heure locale · Historique des rencontres | Rapport (RBFA) Rapport           |         |                                              | Spectateurs : 27 720 Arbitrage : Jeffrey Solis | Spectateurs : 27 720 Arbitrage : Jeffrey Solis |

Note : À l'initiative commune de l'US Soccer Federation et de l'URBSFA ainsi que de la FIFA, une minute de silence fut respectée avant le début de la rencontre en mémoire des victimes et héros de la catastrophe provoquée par une puissante tornade le lundi 20 mai 2013 à Moore, dans la banlieue d'Oklahoma City, dont notamment deux jeunes footballeurs : Kyle Davis et Nicholas McCabe.
| Coupe du monde 2014 Éliminatoires - Groupe A                 | Belgique                      | 2 - 1   | Serbie      | Stade Roi Baudouin Laeken, Belgique              |                                                  |
| 7 juin 2013 · 20:45 heure locale · Historique des rencontres | De Bruyne 13e · Fellaini 60e  | (1 – 0) | Kolarov 87e | Spectateurs : 45 844 Arbitrage : Stéphane Lannoy | Spectateurs : 45 844 Arbitrage : Stéphane Lannoy |
| 7 juin 2013 · 20:45 heure locale · Historique des rencontres | Rapport (FIFA) Rapport (RBFA) |         |             | Spectateurs : 45 844 Arbitrage : Stéphane Lannoy | Spectateurs : 45 844 Arbitrage : Stéphane Lannoy |

| Match amical                                                  | Belgique               | 0 - 0   | France | Stade Roi Baudouin Laeken, Belgique            |                                                |
| 14 août 2013 · 21:00 heure locale · Historique des rencontres |                        | (0 – 0) |        | Spectateurs : 41 773 Arbitrage : Craig Thomson | Spectateurs : 41 773 Arbitrage : Craig Thomson |
| 14 août 2013 · 21:00 heure locale · Historique des rencontres | Rapport (RBFA) Rapport |         |        | Spectateurs : 41 773 Arbitrage : Craig Thomson | Spectateurs : 41 773 Arbitrage : Craig Thomson |

| Coupe du monde 2014 Éliminatoires - Groupe A                      | Écosse                        | 0 - 2   | Belgique                  | Hampden Park Glasgow, Écosse                       |                                                    |
| 6 septembre 2013 · 20:00 heure locale · Historique des rencontres |                               | (0 – 1) | Defour 38e · Mirallas 89e | Spectateurs : 40 284 Arbitrage : Paolo Tagliavento | Spectateurs : 40 284 Arbitrage : Paolo Tagliavento |
| 6 septembre 2013 · 20:00 heure locale · Historique des rencontres | Rapport (FIFA) Rapport (RBFA) |         |                           | Spectateurs : 40 284 Arbitrage : Paolo Tagliavento | Spectateurs : 40 284 Arbitrage : Paolo Tagliavento |

| Coupe du monde 2014 Éliminatoires - Groupe A                     | Croatie                       | 1 - 2   | Belgique       | Stade Maksimir Zagreb, Croatie               |                                              |
| 11 octobre 2013 · 18:00 heure locale · Historique des rencontres | Kranjčar 83e                  | (0 – 2) | Lukaku 15e 38e | Spectateurs : 13 000 Arbitrage : Howard Webb | Spectateurs : 13 000 Arbitrage : Howard Webb |
| 11 octobre 2013 · 18:00 heure locale · Historique des rencontres | Rapport (FIFA) Rapport (RBFA) |         |                | Spectateurs : 13 000 Arbitrage : Howard Webb | Spectateurs : 13 000 Arbitrage : Howard Webb |

| Coupe du monde 2014 Éliminatoires - Groupe A                     | Belgique                      | 1 - 1   | Pays de Galles | Stade Roi Baudouin Laeken, Belgique             |                                                 |
| 15 octobre 2013 · 21:00 heure locale · Historique des rencontres | De Bruyne 64e                 | (0 – 0) | Ramsey 88e     | Spectateurs : 45 401 Arbitrage : Sergei Karasev | Spectateurs : 45 401 Arbitrage : Sergei Karasev |
| 15 octobre 2013 · 21:00 heure locale · Historique des rencontres | Rapport (FIFA) Rapport (RBFA) |         |                | Spectateurs : 45 401 Arbitrage : Sergei Karasev | Spectateurs : 45 401 Arbitrage : Sergei Karasev |

| Match amical                                                      | Belgique               | 0 - 2   | Colombie                | Stade Roi Baudouin Laeken, Belgique               |                                                   |
| 14 novembre 2013 · 21:00 heure locale · Historique des rencontres |                        | (0 – 0) | Falcao 51e · Ibarbo 66e | Spectateurs : 45 000 Arbitrage : Mark Clattenburg | Spectateurs : 45 000 Arbitrage : Mark Clattenburg |
| 14 novembre 2013 · 21:00 heure locale · Historique des rencontres | Rapport (RBFA) Rapport |         |                         | Spectateurs : 45 000 Arbitrage : Mark Clattenburg | Spectateurs : 45 000 Arbitrage : Mark Clattenburg |

| Match amical                                                      | Belgique                        | 2 - 3   | Japon                                  | Stade Roi Baudouin Laeken, Belgique                 |                                                     |
| 19 novembre 2013 · 21:00 heure locale · Historique des rencontres | Mirallas 16e · Alderweireld 79e | (1 – 1) | Kakitani 37e · Honda 53e · Okazaki 63e | Spectateurs : 43 000 Arbitrage : Fırat Aydınus (en) | Spectateurs : 43 000 Arbitrage : Fırat Aydınus (en) |
| 19 novembre 2013 · 21:00 heure locale · Historique des rencontres | Rapport (RBFA) Rapport          |         |                                        | Spectateurs : 43 000 Arbitrage : Fırat Aydınus (en) | Spectateurs : 43 000 Arbitrage : Fırat Aydınus (en) |

## Les joueurs
| Joueurs              | Joueurs                  | Amical    | QCM 2014 | QCM 2014 | Amical  | QCM 2014 | Amical  | QCM 2014 | QCM 2014 | QCM 2014 | Amical | Amical |
| -------------------- | ------------------------ | --------- | -------- | -------- | ------- | -------- | ------- | -------- | -------- | -------- | ------ | ------ |
| Gardiens de but      |                          |           |          |          |         |          |         |          |          |          |        |        |
| Jean-François Gillet | Torino FC                | 90        | r        | r        | r       | r        |         |          |          |          |        |        |
| Thibaut Courtois     | Atlético Madrid          | r         | 90       | 90       |         | 90       | 90      | 90       | 90       | 90       | r      | r      |
| Simon Mignolet       | Sunderland               | r         | r        | r        | 90      | r        | r       | r        | r        | r        | 90     | 90     |
| Thomas Kaminski      | RSC Anderlecht           |           |          |          | r       |          |         |          |          |          |        |        |
| Koen Casteels        | TSG 1899 Hoffenheim      |           |          |          |         |          | r       | r        | r        | r        | r      | r      |
| Défenseurs           |                          |           |          |          |         |          |         |          |          |          |        |        |
| Toby Alderweireld    | Ajax Amsterdam           | 90        | 90       | 90       | 90      | 90       | 90      | 90       | 90       | 90       | 90     | 90     |
| Daniel Van Buyten    | Bayern Munich            | 90        | 90       | r        |         | 90       | 77e     | 90       | 90       | 72e      |        | 80e    |
| Nicolas Lombaerts    | Zénith Saint-Pétersbourg | 62e       |          |          |         | r        | 77e     | 77e 59e  | 90       | r        |        |        |
| Jan Vertonghen       | Tottenham Hotspur        | 90        | 90       | 90       | 90      | 90       |         | 90       | 90       | 72e      | 90     | 90     |
| Laurent Ciman        | Standard de Liège        | r         | r        | r        | r       |          | r       | r        | r        | r        | r      |        |
| Guillaume Gillet     | RSC Anderlecht           | r         |          |          | 72e     | r        | r       | r        | r        | r        |        |        |
| Jelle Van Damme      | Standard de Liège        | 62e       |          |          |         |          | 80e     | r        |          |          |        |        |
| Thomas Vermaelen     | Arsenal                  |           | 90 36e   | 90       | 35e     |          |         |          | r        | 90       | 90     | 90     |
| Vincent Kompany      | Manchester City          |           | r        | 90       | 72e     | 90       | 90      |          |          |          |        |        |
| Sébastien Pocognoli  | Hanovre 96               |           | r        | r        | 35e     | r        | 80e 64e | 77e      | r        | 90       | r      | r      |
| Thomas Meunier       | Club Bruges KV           |           |          |          |         |          |         |          |          |          | 90     | 80e    |
| Milieux              |                          |           |          |          |         |          |         |          |          |          |        |        |
| Mousa Dembélé        | Tottenham Hotspur        | 90        | 90       | 56e      | 41e     | 71e      | 85e     | 87e      | 84e      | 90       | 75e    | 73e    |
| Axel Witsel          | Zénith Saint-Pétersbourg | 86e       | 90       | 90       |         | 90       | 90      | 90       | 90       | 90       | 90     | 90     |
| Kevin De Bruyne      | Werder Brême             | 62e       | 90       | 90       | 68e     | 82e      | 85e     | 90       | 65e      | 90       | 58e    | 65e    |
| Marouane Fellaini    | Everton                  | r         | 90       | 90+2e    | 90      | 71e      | 90      | 68e 15e  | 90 60e   |          | 90     | 46e    |
| Radja Nainggolan     | Cagliari Calcio          | 46e 78e   |          |          |         |          |         |          |          |          | r      | r      |
| Thomas Buffel        | KRC Genk                 | 78e       |          |          |         |          |         |          |          |          |        |        |
| Timmy Simons         | 1. FC Nuremberg          | 86e       | r        | r        | 77e 78e | r        | r       | r        | r        | r        | r      | r      |
| Nacer Chadli         | FC Twente                |           | 85e      | 56e      |         | 90       | 71e     | 90       | 69e      | 58e      |        |        |
| Steven Defour        | FC Porto                 |           | r        | r        | 77e     | r        | r       | 87e      | 84e      | r        | 58e    | 73e    |
| Thorgan Hazard       | SV Zulte Waregem         |           |          |          | 83e     |          |         |          |          |          |        |        |
| Attaquants           |                          |           |          |          |         |          |         |          |          |          |        |        |
| Eden Hazard          | Chelsea                  | 90        | 90       | 90+2e    |         | 64e      | 74e     |          | 90       | 58e      | 65e    | 46e    |
| Kevin Mirallas       | Everton                  | 46e       | r        | 46e 50e  | 90      | 64e      | 71e     | 68e      | 65e      | 78e      | 58e    | 90     |
| Christian Benteke    | Aston Villa              | 46e       | 85e      | 90       | 41e     | 90       | 60e     | 90       |          | r        | 75e    |        |
| Dries Mertens        | PSV Eindhoven            | 62e 90+1e | r        | 46e      | 68e     | r        | 74e     | r        | r        | r        | 65e    | 65e    |
| Romelu Lukaku        | West Bromwich Albion     | 46e       | r        | r        | 83e     | 82e      | 60e     | r        | 69e      | 90       | 58e    | 77e    |
| Jelle Vossen         | KRC Genk                 |           | r        | r        | r       | r        |         |          |          |          | r      | 77e    |
| Maxime Lestienne     | Club Bruges KV           |           |          |          | r       |          |         |          |          |          |        |        |
| Zakaria Bakkali      | PSV Eindhoven            |           |          |          |         |          |         |          | r        | 78e      |        |        |

Un « r » indique un joueur qui était parmi les remplaçants mais qui n'est pas monté au jeu.
1. 1 2 3 4  Dernière sélection officielle pour le joueur.
2. ↑  Premier but officiel pour le joueur.
3. 1 2 3  Première sélection officielle pour le joueur.

## Aspects socio-économiques

### Audiences télévisuelles
| Jour de diffusion | Match                     | Compétition    | Diffuseur francophone | Téléspectateurs | Part d'audience | Diffuseur néerlandophone | Téléspectateurs | Part d'audience |
| ----------------- | ------------------------- | -------------- | --------------------- | --------------- | --------------- | ------------------------ | --------------- | --------------- |
| 6 février 2013    | Belgique - Slovaquie      | Amical         | Club RTL              | n.c.            | n.c.            | Canvas                   | 711 120         | 26,4%           |
| 22 mars 2013      | Macédoine - Belgique      | Coupe du monde | La Une                | 723 435         | 40,1%           | VIER                     | 1 105 663       | 36,6%           |
| 26 mars 2013      | Belgique - Macédoine      | Coupe du monde | Club RTL              | 820 075         | 40,2%           | Canvas                   | 1 286 689       | 46,8%           |
| 29 mai 2013       | États-Unis - Belgique     | Amical         | non diffusé           | non diffusé     | non diffusé     | non diffusé              | non diffusé     | non diffusé     |
| 7 juin 2013       | Belgique - Serbie         | Coupe du monde | Club RTL              | 744 136         | 43,5%           | Één                      | 1 413 813       | 60,2%           |
| 14 août 2013      | Belgique - France         | Amical         | Club RTL              | 575 497         | 36,1%           | Canvas                   | 857 675         | 39,0%           |
| 6 septembre 2013  | Écosse - Belgique         | Coupe du monde | La Une                | 795 920         | 47,6%           | VIER                     | 1 210 070       | 47,6%           |
| 11 octobre 2013   | Croatie - Belgique        | Coupe du monde | La Une                | 1 005 128       | 60,5%           | VIER                     | 1 412 330       | 59,9%           |
| 15 octobre 2013   | Belgique - Pays de Galles | Coupe du monde | RTL TVI               | 954 993         | 56,0%           | Één                      | 1 606 014       | 54,8%           |
| 14 novembre 2013  | Belgique - Colombie       | Amical         | Club RTL              | 658 536         | 36,2%           | Canvas                   | 1 019 526       | 41,6%           |
| 19 novembre 2013  | Belgique - Japon          | Amical         | Club RTL              | 581 297         | 29,5%           | Canvas                   | 997 931         | 36,9%           |

Source : CIM.

## Sources

### Statistiques
1. ↑  « CLASSEMENT MASCULIN », sur fifa.com, FIFA, 19 décembre 2013 (consulté le 10 juillet 2021)
2. ↑  « RÉSULTATS PUBLICS », sur cim.be, CIM